# Order błogosławionego carewicza Dymitra
Order Carewicza Dymitra (ros. Орден блaгoвepнoгo цapeвчa Димитpия Угличcкoгo и Mocкoвcкoгo чyдoтвopцa) – order kościelny Cerkwi Prawosławnej w Federacji Rosyjskiej.
Carewicz Dymitr Iwanowicz, ur. 1582, młodszy syn Iwana Groźnego, został wraz z matką zesłany do miasta Uglicz, gdzie 15 maja 1591 r., jak głosiły pogłoski, dosięgła go ręka zabójców, prawdopodobnie nasłanych przez Borysa Godunowa. Po jego śmierci pojawił się cały szereg Dymitrów Samozwańców, pretendujących do tronu carskiego. By położyć kres pogłoskom o cudownym ratunku Dymitra, przeniesiono świetnie zachowane zwłoki zamordowanego carewicza do Moskwy i pochowano 3 czerwca 1606 roku w Soborze Uspieńskim (kościele pw. Zaśnięcia NMP) na Kremlu. Od tej pory grób carewicza zasłynął wieloma cudami, szczególnie uzdrowieniami dzieci. Św. Dymitr jest patronem dzieci i młodzieży.
29 września 1997 roku Patriarcha Moskwy i Wszechrosji ustanowił na wniosek pisarza Alberta Lichanowa, prezesa rosyjskiej Fundacji dla Dzieci, order Carewicza Dymitra, nadawany osobom fizycznym i organizacjom pomagającym chorym, niepełnosprawnym i bezdomnym dzieciom.
Insygnium jednoklasowego orderu to krzyż trójlistny emaliowany na biało i położony na promienistej złotej gwieździe. Środkowy medalion krzyża zawiera podobiznę bł. Dymitra, otoczoną czerwoną obwódką z dewizą orderu Za czyny miłosierdzia (ros. Зa дeлa милocepдия). W każdym kącie ramion krzyża umieszczone są dwa rubiny w złotej oprawie.